# Ginglimo laterale
Nell'anatomia animale, il ginglimo laterale (o trocoide) è un tipo di articolazione sinoviale in cui l'asse di movimento è parallelo all'asse longitudinale dell'osso prossimale, di solito provvisto di una superficie articolare convessa.
Secondo un sistema di classificazione, un ginglimo laterale, come quello angolare (anch'esso sinoviale), possiede un solo grado di libertà. Occorre tuttavia distinguere i gradi di libertà di un'articolazione dal suo effettivo arco di movimento.

## Movimenti
I ginglimi laterali consentono la rotazione, che può essere esterna (per esempio, quando si ruota il braccio verso l'esterno) o interna (quando lo si ruota verso l'interno). Nel caso dell'avambraccio, questi movimenti sono noti come pronazione e supinazione. Nella posizione anatomica standard, l'avambraccio è in supinazione, con i palmi rivolti in avanti e i pollici proiettati lateralmente, lontano dal corpo. Al contrario, un avambraccio in pronazione presenta il palmo rivolto indietro e il pollice più vicino al corpo, puntando medialmente.

## Esempi
Tra gli esempi di ginglimo laterale figurano:
- Articolazione radioulnare prossimale
- Articolazione radioulnare distale
- Articolazione atlo-epistrofeica mediana

Al contrario, le enartrosi, come quella dell'anca, consentono sia la rotazione sia il movimento in tutte le direzioni, mentre i ginglimi laterali permettono esclusivamente la rotazione.